# Phrynomedusa marginata
Phrynomedusa marginata is een kikker uit de familie Phyllomedusidae. De soort werd lange tijd tot de familie boomkikkers (Hylidae) gerekend. De soort werd voor het eerst wetenschappelijk beschreven door Eugenio Izecksohn en Carlos Alberto Gonçalves da Cruz in 1976. Oorspronkelijk werd de wetenschappelijke naam Phyllomedusa marginata gebruikt.
Phrynomedusa marginata komt voor in delen van Zuid-Amerika en leeft endemisch in Brazilië. De kikker is aangetroffen op een hoogte van 200 tot 800 boven zeeniveau.